# 哈拉黑站
哈拉黑站是位于内蒙古自治区科尔沁右翼前旗哈拉黑乡的一个铁路车站，邮政编码137409。车站建于1935年，有白阿铁路经过该站，现仅办理货运，不办理客运。车站距离白城站130公里，隶属沈阳铁路局，是四等站。